# EC (programovací jazyk)
eC (Ecere C) je objektově orientovaný programovací jazyk, který je zpětně kompatibilní s jazykem C. 
Cílem jazyka je umožnit objektově orientované programování, reflexi, vlastnosti a dynamické načítání modulů při zachování kompatibility s jazykem C a srovnatelného výkonu.
eC v současné době využívá GCC nebo Clang pro závěrečné kroky kompilace s využitím C jako mezijazyka. Jsou však plány na přímé využití LLVM bez přechodných C souborů.
eC je k dispozici jako součást balíčku ecere-sdk v Debian/Ubuntu a dalších odvozených linuxových distribucích. Instalační služba systému Windows včetně MinGW-w64, je k dispozici na hlavní webové stránce. Bezplatné a open-source SDK včetně překladače eC lze zprovoznit na řadě dalších platforem, včetně OS X, FreeBSD a Android.
Je také možné využívat eC pro vývoj webu pomocí překladu do JavaScriptu s využitím Emscripten nebo do WebAssembly přes Binaryen. 

## Hello
Hello world v eC: 
```
class
 
HelloApp
 
:
 
Application

{

   
void
 
Main
()

   
{

      
PrintLn
(
"Hello, World!"
);

   
}

}

```

## Grafické uživatelské rozhraní
Hello world s GUI : 
```
import
 
"ecere"

class
 
HelloForm
 
:
 
Window

{

   
caption
 
=
 
"My First eC Application"
;

   
borderStyle
 
=
 
sizable
;

   
clientSize
 
=
 
{
 
304
,
 
162
 
};

   
hasClose
 
=
 
true
;

   
Label
 
label

   
{

      
this
,
 
position
 
=
 
{
 
10
,
 
10
 
},
 
font
 
=
 
{
 
"Arial"
,
 
30
 
},

      
caption
 
=
 
"Hello, World!!"

   
};

};

HelloForm
 
hello
 
{
 
};

```